# Sergej Babinec
Sergej Sergejevič Babinec (* 10. prosince 1988, vesnice Tockoje, RSFSR, SSSR) je právník, ruský lidskoprávní aktivista a vedoucí Týmu proti mučení, ruské lidskoprávní organizace zabývající se veřejným vyšetřováním případů mučení.

## Životopis
Narodil se 10. prosince 1988 v obci Tockoje, Totský okres, Orenburská oblast, Ruská federace.

### Vzdělání
V roce 2011 absolvoval právnickou fakultu Moskevské státní právnické akademie v Orenburgu se specializací na trestní právo.

## Činnosti v oblasti lidských práv
Sergej Babinec začal pracovat v orenburské pobočce meziregionální veřejné organizace „Výbor proti mučení“ v roce 2011. V roce 2013 se stal vedoucím její orenburské pobočky.
V letech 2014 až 2017 vedl moskevskou pobočku organizace, kterou otevřel společně s právníkem Dmitrijem Piskunovem zabývajícím se lidskými právy. V letech 2017 až 2019 vedl vyšetřovací oddělení pobočky Výboru v Nižním Novgorodu. V letech 2019–2021 byl vedoucím orenburské pobočky organizace.
V prosinci 2021 byl Sergej Babinec zvolen předsedou Výboru MRVO proti mučení. V únoru 2022 se stal šéfem organizace, kde vystřídal Igora Kaljapina.
Dne 10. června 2022 Ministerstvo spravedlnosti Ruské federace zařadilo „Výbor proti mučení“ do rejstříku veřejných sdružení bez právního vzdělání, která vykonávají funkce zahraničního agenta. Dne 11. června 2022 byla organizace jednomyslným rozhodnutím valné hromady členů  MRVO „Výbor proti mučení“ zlikvidována. Dne 12. června 2022 byl zřízen „Tým proti mučení“ MRVO, jehož členové pokračovali v práci na případech, kterými se dříve zabýval Výbor proti mučení. Vedoucím Týmu byl zvolen Sergej Babinec.
Sergej Babinec se opakovaně účastnil monitorovacích shromáždění v Orenburgu s cílem zdokumentovat možné porušování lidských práv.

### Práce na severním Kavkaze
V období od prosince 2011 do září 2022 se opakovaně účastnil práce Společné mobilní skupiny ruských lidskoprávních organizací v Čečenské republice a později práce severokavkazské pobočky nevládní organizace „Výbor proti mučení“, celkem působil na severním Kavkaze více než rok.
Dne 13. prosince 2014 se nacházel v Grozném, když neznámé osoby zapálily kancelář Společné mobilní skupiny a odcizily některé spisy. Čečenské úřady obvinily ochránce lidských práv, že žhářství zinscenovali a snažili se na sebe upozornit. Následujícího rána přišli ochránci lidských práv do domu, kde se nacházela vyhořelá kancelář, a do sousedního bytu, kde žili členové společné mobilní skupiny během své práce v regionu (tento druhý byt nebyl požárem poškozen). Po prohlídce vyhořelé kanceláře ochránci lidských práv zavolali policii, aby na místě sepsala trestní oznámení. Dva strážci zákona, kteří na výzvu dorazili, začali byt prohledávat a zabavili osobní věci včetně notebooků, fotoaparátů a paměťových disků, přičemž jednali bez soudního příkazu. Část vybavení byla později vrácena. Kancelář byla obnovena, ale o šest měsíců později byla znovu napadena.
V roce 2020 CAT hájil práva Salmana Tepsurkajeva, moderátora chatovacího kanálu Telegram 1Adat o porušování lidských práv v Čečenské republice. Aktivisté za lidská práva podali v Tepsurkajevově případě stížnost k ESLP. Soud v roce 2021 rozhodl, že za únos a špatné zacházení s Tepsurkajevem jsou odpovědné ruské orgány, a přiznal Salmanovi odškodnění ve výši 26 000 eur. V době vydání rozsudku ESLP byl Salman Tepsurkajev brutálně zavražděn čečenskými policisty.
Dne 20. ledna 2022 čečenští příslušníci donucovacích orgánů napadli obhájce lidských práv Sergeje Babinse, Olega Chabibrachmanova a Natalii Dobronravovou, když poskytovali právní pomoc svým klientům v Nižním Novgorodu. Zarema Musajevová, matka obhájce lidských práv Abubakara Jangulbajeva, byla během útoku unesena čečenskou policií. Front Line Defenders se domnívá, že útoky a únosy souvisejí s jejich prací v oblasti lidských práv.

### Nominace do veřejných monitorovacích komisí
Sergej Babinec byl čtyřikrát (v letech 2016, 2018, 2020 a 2022) nominován veřejnými organizacemi na člena veřejných monitorovacích komisí v Moskvě (2016), Nižegorodské oblasti (2018 a 2022) a Orenburské oblasti (2020). Přestože Sergej Babinec splňoval formální požadavky, nikdy nebyl zvolen za člena PMC. Důvody odmítnutí mandátu nebyly uvedeny.

### Účast na veřejných shromážděních
Několikrát se zúčastnil piketů pořádaných u příležitosti Dne podpory obětí mučení 26. června ve městech, kde je CPT přítomen.

## Veřejné projevy a autorské texty
V roce 2012 přednášel Sergej Babinec o lidských právech policistům v Ingušsku. V roce 2015 se na internetových stránkách Výboru proti mučení vyjádřil ke stažení návrhu zákona o připuštění Komise pro veřejný dohled k soudním konvojům.
Sergej Babinec vystupoval a publikoval na webových stránkách a v rozhlasové stanici Ech Moskvy. V letech 2019–2021 byl moderátorem ranního vysílání stanice Ekho v Orenburgu.
Na podzim 2022 byl řečníkem na varšavské konferenci o lidském rozměru.
V říjnu 2022 se zúčastnil Dublinské platformy pro obránce lidských práv. Platforma se koná každé dva roky a poskytuje ohroženým obráncům lidských práv příležitost setkat se, sdílet zkušenosti, vyměňovat si poznatky, diskutovat o podstatných otázkách a setkávat se s osobami s rozhodovací pravomocí ve vládách a mezivládních orgánech.